# 阿塞拜疆—马来西亚关系
阿塞拜疆—马来西亚关系（英語：Azerbaijan–Malaysia relations）是阿塞拜疆与马来西亚之间的外交关系。阿塞拜疆在吉隆坡设有大使馆，而马来西亚在巴库设有大使馆。两国都是七十七国集团成员。

## 历史
马来西亚于1991年12月31日承认阿塞拜疆从苏联独立，并于1993年4月5日建立全面外交关系。
2018年10月18日，阿塞拜疆旅行社协会代表团访问了阿塞拜疆驻马来西亚大使馆，随后与马来西亚旅行社协会在吉隆坡签署了旅游领域合作备忘录。
2019年10月25日，马来西亚首相马哈迪·莫哈末抵达阿塞拜疆首都巴库，以出席10月26日的第18届不结盟运动国家峰会，并会见阿塞拜疆总统伊利哈姆·阿利耶夫。两国领导人在会面时同意加强双边关系，特别是能源和旅游领域。马哈迪参观了国家石油公司位于巴库的办事处。
2023年7月20日，阿塞拜疆驻马来西亚大使伊凡达武多夫前往布城拜会人力资源部长西华古玛。双方讨论了双边经贸关系及其他时事问题。